# Grekland i olympiska sommarspelen 1976
Grekland deltog i de olympiska sommarspelen 1976 i Montreal med en trupp bestående av 41 deltagare, men ingen av landets deltagare erövrade någon medalj.

## Cykling
Herrarnas linjelopp
- Mikhail Kountras — fullföljde inte (→ ingen placering)

Herrarnas sprint
- Mikhail Kountras — 22:a plats

Herrarnas tempolopp
- Mikhail Kountras — 1:11,435 (→ 21:a plats)

## Friidrott
Herrarnas 100 meter
- Vasilios Papageorgopoulos
  - Heat — 10,82s (→ gick inte vidare)

Herrarnas 400 meter häck
- Stavros Tziortzis
  - Heat — 50,42s
  - Semifinal — 50,30s: 10:e plats (→ gick inte vidare)
- Georgios Parris
  - Heat — 51,91s
  - Semifinal — fullföljde inte (→ gick inte vidare)

Herrarnas längdhopp
- Pana Hatzistathis
  - Kval — 7,33m (→ gick inte vidare)

Herrarnas maraton
- Michail Kousis — 2:21:42 (→ 29:e plats)